# Plaza de España (Alicante)
La plaza de España de Alicante (España) es una pequeña plaza situada frente a la plaza de toros de la ciudad. Aunque no es considerada una atracción turística destacada, es conocida por varios elementos emblemáticos como sus tres fuentes, el monumento de los toros y el monumento al foguerer. La plaza se encuentra en una zona de mucho tránsito y es un punto neurálgico que conecta varios barrios de Alicante con el centro de la ciudad a través de grandes vías como la avenida de Alcoy y la calle Calderón de la Barca en dirección sur, y la calle San Vicente y la avenida de Jijona en dirección norte.

## Entorno y edificios circundantes
La plaza está rodeada por diversos edificios y puntos de interés. Además de la plaza de toros, en su entorno se encuentran el panteón de Quijano, el Auditorio de la Diputación de Alicante (ADDA), el edificio Borja, el edificio de la Conselleria de Sanidad y varias sucursales bancarias. También es visible desde la plaza el edificio de los Representantes. Aunque la plaza pertenece íntegramente al barrio del Mercado, algunos de los edificios que la rodean se encuentran en otros barrios, como la plaza de toros que pertenece a San Antón o el edificio de la Conselleria de Sanidad que pertenece a Campoamor.

## Distribución y elementos destacados
La plaza de España está dividida en dos zonas principales:
- Zona sur: Esta área está arbolada y cuenta con juegos infantiles. En esta sección se encuentra el monumento al foguerer, que es un homenaje a una de las tradiciones más importantes de Alicante.

- Zona norte: Además del monumento de los toros, aquí se sitúa una gran fuente que, además de ser un elemento decorativo, funciona como un desagüe para las aguas pluviales, dado que la plaza se encuentra en el trayecto de la antigua rambla de Canicia. Esta rambla descendía por la avenida de Jijona hasta el centro de Alicante.

## Uso durante las festividades
Durante las festividades de la ciudad, la plaza es un lugar relevante, ya que es donde se planta la hoguera del distrito Calderón de la Barca-Plaza de España, siendo parte integral de las celebraciones de las Hogueras de San Juan, una de las festividades más importantes de Alicante.